# Étienne Pivert de Senancour

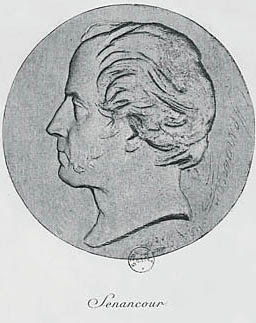
Étienne Pivert de Senancour

Étienne Pivert de Senancour (* 16. November 1770 in Paris; † 10. Januar 1846 in Saint-Cloud) war ein französischer Schriftsteller. In Deutschland ist Senancour für sein Werk Oberman. Roman in Briefen bekannt.

## Werke (Auswahl)
- Les rêveries sur la nature primitive de l’homme [Träumereien über die ursprüngliche Natur des Menschen] (1799)
- Oberman (1804)